# 중납언
중납언(일본어: 일본어: 中納言 츄우나곤[*])은 일본 고대 조정의 최고 기관인 태정관에 속했던 영외관(令外官)의 관직이다. 태정관의 사등관 중 2등급인 스케(次官)로 차관급에 해당한다. 훈독은 스케노모노모스쓰카사(すけのものまうすつかさ) 혹은 나카노모노모스쓰카사(なかのものまうすつかさ). 당명(唐名, 중국 풍의 별칭)은 황문시랑(黄門侍郎), 황문(黄門), 용작(龍作) 등.
덴무 천황 때 납언(納言)이라는 관직이 존재하였고, 아스카기요미하라 령(飛鳥浄御原令, 아스카 시대 후기에 편찬된 율령법)에도 중납언(中納言)이라는 명칭의 관직이 있으나, 이것이 후세의 중납언과 동일한 것인지는 단언할 수 없다. 어쨌든, 이 중납언은 다이호 원년(701년), 다이호 율령의 실시와 함께 폐지되었다.
게이운 2년(705년) 4월, 대납언의 정원을 4인에서 2인으로 감원하면서, 이를 보충하기 위해 중납언이 설치되었다. 기본적으로는 대납언과 마찬가지로 선지의 하달과 신하들의 의견을 상주하고, 대신과 함께 정무를 논하는 역할이었다. 당초에는 정사위상이었으나 덴표호지 5년(761년)에 종삼위로 변경되었다. 정원은 3인이었으나, 그 뒤 정원 외의 보결직인 권중납언(権中納言)이 설치되어 정원은 사실상 유명무실해졌다.
기본적으로는 참의로 15년 이상 근무한 사람은 중납언으로 승진할 수 있는 자격이 주어진다. 이것은 거꾸로 참의로 15년 이상 지내지 않으면 중납언이 될 수 없다는 뜻이기도 하다. 그러나 이 원칙은 섭정·관백·상황의 의향에 따라 무시되어, 15년 미만으로 승진하는 경우도 적지 않았다.
다음으로, 참의이면서 사다이벤(左大弁)·우다이벤(右大弁)을 겸하거나 고노에노추조(近衛中将, 근위중장) 또는 게비이시 벳토(検非違使別当, 감찰부 장관에 해당)를 겸하는 사람은 단지 연공서열만으로 중납언이 되는 사람보다 우선적으로 혹은 단기에 승진하였다. 또한, 그 뒤 권대납언(権大納言)으로 승진할 가능성도 높았다.
또한, 셋칸의 자식으로 이위 또는 삼위의 위계를 받아 고노에노츄죠의 관직에 오른 사람은 참의를 거치지 않고 바로 중납언에 임명하는 것이 관례였다.
헤이안 시대를 통하여 귀족 인구가 증가한 것과 더불어 관위 승진을 원하는 귀족들의 압력도 거세어져, 당초 참의로 15년 이상 지낸 자 중에서 뽑게 되어있던 중납언 취임 조건이 점차 완화되어 취임자 수도 증가하였다. 고시라카와 인세이 때는 중납언 재임자가 10명에 달했으나, 고시라카와 법황의 사후 구조 가네자네(九条兼実)가 셋쇼에 취임하여 정치의 긴축을 꾀하였을 때 8명까지 줄어들었다. 그러나, 그 뒤 고토바 인세이 때 다시 10명으로 늘어나, 결국 이것이 정원으로서 길게 정착하게 되었다. 난보쿠초 시대 이후에는 중납언의 정직은 전혀 임명하지 않고, 오직 보결직인 권중납언만을 두었다.

## 같이 보기
- 태정관
- 섭관
- 공가
- 일본 궁내청